# Globba purpurascens
Globba purpurascens är en enhjärtbladig växtart som beskrevs av William Grant Craib. Globba purpurascens ingår i släktet Globba och familjen Zingiberaceae.
Artens utbredningsområde är Thailand. Inga underarter finns listade i Catalogue of Life.